# Doljani (Otocsán)
Doljani falu Horvátországban Lika-Zengg megyében. Közigazgatásilag Otocsánhoz tartozik.

## Fekvése
Zenggtől légvonalban 37 km-re, közúton 50 km-re délkeletre, községközpontjától 11 km-re északkeletre a Kis-Kapela déli lábainál fekszik.

## Története
A szerb többségű település a 17. század közepén 1658-ban keletkezett amikor a török elől menekülő pravoszláv vallású vlahokat telepítettek erre a vidékre. Lakói a letelepítés fejében a török elleni harcokban katonai szolgálatot láttak el. A település a katonai határőrvidék részeként az otocsáni határőrezredhez tartozott. Pravoszláv templomát 1782-ben építették. 1857-ben 1145, 1910-ben 1311 lakosa volt. A trianoni békeszerződésig Lika-Korbava vármegye Otocsáni járásához tartozott. Ezt követően előbb a Szerb–Horvát–Szlovén Királyság, majd Jugoszlávia része lett. Templomát 1948-ban lerombolták, 1990-ben megkezdték újjáépítését, mely a honvédő háború következtében félbemaradt. A horvát haderő ellentámadása során 1995-ben szerb lakossága elmenekült. A falunak 2011-ben mindössze 103 lakosa volt.

## Lakosság
| Lakosság változása | Lakosság változása | Lakosság változása | Lakosság változása | Lakosság változása | Lakosság változása | Lakosság változása | Lakosság változása | Lakosság változása | Lakosság változása | Lakosság változása | Lakosság változása | Lakosság változása | Lakosság változása | Lakosság változása | Lakosság változása |
| ------------------ | ------------------ | ------------------ | ------------------ | ------------------ | ------------------ | ------------------ | ------------------ | ------------------ | ------------------ | ------------------ | ------------------ | ------------------ | ------------------ | ------------------ | ------------------ |
| 1857               | 1869               | 1880               | 1890               | 1900               | 1910               | 1921               | 1931               | 1948               | 1953               | 1961               | 1971               | 1981               | 1991               | 2001               | 2011               |
| 1.145              | 1.294              | 1.099              | 1.239              | 1.375              | 1.311              | 1.226              | 1.194              | 1.032              | 970                | 845                | 735                | 565                | 548                | 14                 | 103                |

## Nevezetességei
A Legszentebb Istenanya Születése tiszteltére szentelt pravoszláv temploma 1782-ben épült. Az 1948-ban lerombolt épület újjáépítése 1990-ben kezdődött el, de félbemaradt. Falai mintegy két méter magasságban, tető nélkül állnak.